# Джерело «Батиївка»
Джерело́ «Бати́ївка» — гідрологічна пам'ятка природи місцевого значення в Україні. Розташована в межах Здолбунівського району Рівненської області, у північній частині села Дермань Друга. 
Площа 1 га. Статус надано згідно з рішенням Рівненського облвиконкому від 22.11.1983 року, № 343. Перебуває у віданні Дермансько Другої сільської ради. 
Статус надано з метою збереження потужного підземного джерела з якісною водою. За легендами, з цього джерела пив воду сам хан Батий. 
Пам'ятка природи «Джерело Батиївка» входить до складу Дермансько-Острозького національного природного парку.